# مجدد (إسلام)
مجدد الإسلام أو مجدد القرن في الثقافة الإسلامية هو عالم دين يبعثه الله على رأس كل مائة سنة ليجدد للناس دينهم عن طريق القيام بأعمال جليلة ونشر العلم الديني بين الناس بالإضافة إلى إحياء سنن الرسول والرد ومحاربة البدع المنتشرة بين الناس في زمانه. ويرجع أصل مجدد الإسلام لحديث رسول الله - صلى الله عليه وسلم - ونص الحديث: «إن الله يبعث لهذه الأمة على رأس كل مائة سنة من يجدد لها دينها».
وهذا الحديث حديث صحيح ذكره شمس الدين السخاوي في «المقاصد الحسنة» وقال عنه: إسناده صحيح ورجاله كلهم ثقات، وصححه محمد بن عبد الباقي الزرقاني في «مختصر المقاصد الحسنة»، وذكره العلجوني في «كشف الخفاء» وقال عنه: اعتمد الأئمة على هذا الحديث، وصححه نجم الدين محمد بن محمد الغزي في «إتقان ما يحسن من الأخبار الدائرة على الألسن»، وصححه الحاكم في «مستدركه»، والسيوطي في «الجامع الصغير»، والحافظ ابن حجر العسقلاني.
قال السيوطي في رسالته "تقرير الاستناد في تفسير الاجتهاد" ص 53 "ومن الأحاديث الدالة على استمرار الاجتهاد إلى قيام الساعة، وإلى وجود أشراطها: قوله صلى الله عليه وسلم: "يبعث الله على رأس كل مائة سنة، من يجدد لهذه الأمة أمر دينها". وقد اختلف في معنى رأس المائة المذكور في الحديث هل يراد به بداية المائة أو نهايتها، وهل يعتبر المبدأ من تاريخ المولد النبوي أو البعثة أو الهجرة أو الوفاة لكن الرأي الأغلب أن المراد برأس المائة هو آخرها لا أولها من تاريخ الهجرة وكما قال الدكتور الصلابي في كتابه (الدولة الأموية): كلمة (البعث) في الحديث تدل على الإرسال والإظهار، فالمقصود من الحديث أن المجدد من تأتي عليه نهاية القرن وقد ظهرت أعماله التجديدية واشتهر بالصلاح وعم نفعه.
أيضا أختلف في تحديد عدد المجددين وهل يكون واحداً أو أكثر، ولكن الظاهر من نص الحديث أن المجدد قد يكون واحدا أو أكثر، لأن لفظ «من يجدد الدين» لا يحدد عددا بعينه، فقد يكون المجدد واحدا أو أكثر، وقد يجدد الدين بجهاد أو دعوة، ولذلك فإن الكثير من العلماء المحققين، منهم الحافظ ابن حجر العسقلاني في فتح الباري والحافظ ابن كثير في دلائل النبوة والحافظ ابن الأثير في جامع الأصول قد أشاروا إلى إمكانية حمل الحديث على عمومه من كون المجدد في كل عصر مجموعة من العلماء والقادة المصلحين الربانيين، ينفون عن الإسلام تحريف الغالين، وانتحال المبطلين، وتأويل الجاهلين، وحمل هؤلاء المحققون لفظ (مَنْ) الوارد في حديث التجديد (من يجدد لها دينها) على الجمع دون المفرد، وهذا ما أشار إليه حديث العدول، حيث ورد فيه (أنه يحمل هذا الدين من كل خلف عدوله)، بصيغة الجمع، ولم يقل: عدل واحد منهم، قال المناوي: قال الذهبي: لفظ (مَنْ) في الحديث للجمع لا للمفرد، وقال ابن كثير: «وقد ادعى كل قوم في إمامهم أنه المراد بهذا الحديث، والظاهر والله أعلم أنه يعم حملة العلم من كل طائفة، وكل صنف من أصناف العلماء من مفسرين ومحدثين وفقهاء ونحاة ولغويين إلى غير ذلك من الأصناف»، وقال أيضاً في (جامع الأصول): «تكلموا في تأويل هذا الحديث، وكل أشار إلى القائم الذي هو من مذهبه، وحمل الحديث عليه، والأولى العموم، فإن (من) تقع على الواحد والجمع، ولا يختص أيضاً بها الفقهاء، فإن انتفاع الأمة يكون أيضاً بأولي الأمر، وأصحاب الحديث، والقراء، والوعاظ، لكن المبعوث ينبغي كونه مشاراً إليه في كل من هذه الفنون». وقال الحافظ ابن حجر العسقلاني في الفتح: «نبه بعض الأئمة على أنه لا يلزم أن يكون في رأس كل قرن واحد فقط، بل الأمر فيه كما ذكره النووي في حديث: (لا تزال طائفة من أمتي ظاهرين على الحق) من أنه يجوز أن يكون طائفة متعددة من أنواع المؤمنين، ما بين شجاع وبصير بالحروب، وفقيه ومحدث ومفسر، وقائم بالأمر بالمعروف والنهي عن المنكر، وزاهد وعابد، ولا يلزم اجتماعهم في بلد واحد، بل يجوز اجتماعهم في قطر واحد، وتفرقهم في الأقطار، ويجوز تفرقهم في بلد وأن يكونوا في بعض دون البعض».
ويعتبر المهدي أحد المجددين كما قال الشيخ الألباني في السلسلة الصحيحة: أن النبي صلى الله عليه وسلم بشر المسلمين برجل من أهل بيته، ووصفه بصفات بارزة أهمها أنه يحكم بالإسلام وينشر العدل بين الأنام، فهو في الحقيقة من المجددين الذين يبعثهم الله في رأس كل مائة سنة.
هذا هو اجتهاد من المسلمين، فينظرون إلى أعمال الرجال بعد وفاته وما خلفه من علم أو دعوة أو جهاد، فإذا وجدوا أن أعمالهم هي مما حفظ الله به دينه وأعز بها أمته اعتبروه مجددا في عداد من عناهم الحديث.

## أرجوزة السيوطي في مجددي الإسلام
صنف الإمام السيوطي أرجوزة سماها «تحفة المهتدين بأخبار المجددين» بين فيها أسماء المجددين من القرن الأول إلى القرن التاسع الهجري، قال فيها:

## مؤلفات عن مجددي الإسلام
- التنبئة بمن يبعث الله علي رأس كل مائة - جلال الدين السيوطي
- من مشاهير المجددين في الإسلام - صالح الفوزان
- المجددون في الإسلام - أمين الخولي
- المجددون في الإسلام - عبد المتعال الصعيدي
- التراث والتجديد: مناقشات وردود - أحمد الطيب
- مقاصد الشريعة الإسلامية وضرورات التجديد - محمود حمدي زقزوق
- التجديد في الفقه الإسلامي - محمد الدسوقي
- موسوعة أعلام المجددين في الإسلام - سامح كريم
- معالم تجديد المنهج الفقهي نموذج الشوكاني - للكاتبة الجزائرية حليمة بو كروشة